# Macroglossus minimus
Macroglossus minimus es una especie de murciélago de la familia Pteropodidae.

## Distribución geográfica
Se encuentra en Vietnam Camboya Tailandia Malasia, México Brunéi, Indonesia, Filipinas, Timor Oriental, Papúa Nueva Guinea Islas Salomón y Australia.